# 卡普夫山 (布雷根茨森林山脈)
47°20′32.8″N 9°41′7.1″E / 47.342444°N 9.685306°E

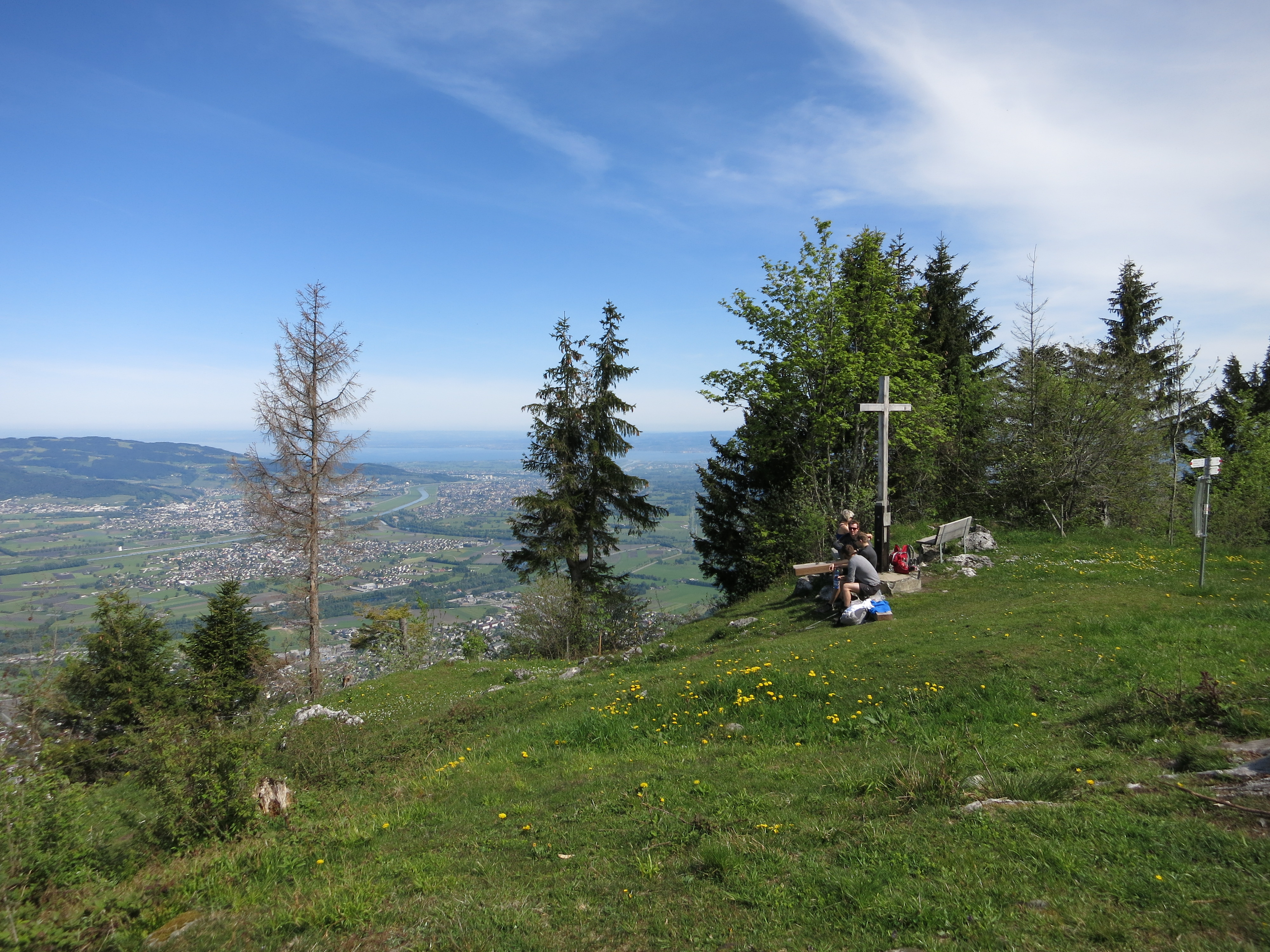

卡普夫山（德語：Kapf），是奧地利的山峰，位於該國西部，由福拉爾貝格州負責管轄，屬於布雷根茨森林山脈的一部分，海拔高度1,153米，每年平均降雨量1,852毫米。